# Алі Ґабр
Алі Ґабр (араб. علي جبر, нар. 10 січня 1987, Ісмаїлія, Єгипет) — єгипетський футболіст, захисник національної збірної Єгипту та клубу «Замалек».

## Клубна кар'єра
Вихованець футбольної школи клубу «Ісмайлі». Дорослу футбольну кар'єру розпочав 2009 року в основній команді того ж клубу, в якій провів три сезони, взявши участь лише у 3 матчах чемпіонату. 
Своєю грою за цю команду привернув увагу представників тренерського штабу клубу «Аль-Іттіхад» (Александрія), до складу якого приєднався 2012 року. Відіграв за александрійську команду наступні два сезони своєї ігрової кар'єри.
До складу клубу «Замалек» приєднався 2014 року.

## Виступи за збірні
2010 року залучався до складу молодіжної збірної Єгипту. На молодіжному рівні зіграв в одному офіційному матчі.
2014 року дебютував в офіційних матчах у складі національної збірної Єгипту.
У складі збірної був учасником Кубка африканських націй 2017 року у Габоні.
| Дата       | Місто        | Господарі        | Результат | Гості                | Турнір                                   | Голи | Примітки |
| ---------- | ------------ | ---------------- | --------- | -------------------- | ---------------------------------------- | ---- | -------- |
| 15-11-2014 | Каїр         | Єгипет           | 0 – 1     | Сенегал              | Відбір до Кубка африканських націй 2015  | -    |          |
| 19-11-2014 | Монастір     | Туніс            | 2 – 1     | Єгипет               | Відбір до Кубка африканських націй 2015  | -    | 45'      |
| 26-03-2015 | Каїр         | Єгипет           | 2 – 0     | Екваторіальна Гвінея | товариський матч                         | -    | 57'      |
| 29-01-2016 | Асуан        | Єгипет           | 2 – 0     | Лівія                | товариський матч                         | 1    |          |
| 04-06-2016 | Дар-ес-Салам | Танзанія         | 0 – 2     | Єгипет               | Відбір до Кубка африканських націй 2017  | -    |          |
| 30-08-2016 | Александрія  | Єгипет           | 1 – 1     | Гвінея               | товариський матч                         | -    | 90+2'    |
| 06-09-2016 | Йоганнесбург | ПАР              | 1 – 0     | Єгипет               | товариський матч                         | -    |          |
| 09-10-2016 | Браззавіль   | Республіка Конго | 1 – 2     | Єгипет               | Відбір до ЧС 2018                        | -    |          |
| 13-11-2016 | Александрія  | Єгипет           | 2 – 0     | Гана                 | Відбір до ЧС 2018                        | -    |          |
| 08-01-2017 | Каїр         | Єгипет           | 1 – 0     | Туніс                | товариський матч                         | -    |          |
| 17-01-2017 | Порт-Жантіль | Малі             | 0 – 0     | Єгипет               | Кубок африканських націй 2017 - 1-й етап | -    |          |
| 21-01-2017 | Порт-Жантіль | Єгипет           | 1 – 0     | Уганда               | Кубок африканських націй 2017 - 1-й етап | -    |          |
| Усього     |              | Матчів           | 12        |                      | Голів                                    | 1    |          |

## Титули і досягнення
- Срібний призер Кубка африканських націй: 2017